# Морганза (Луизијана)
Морганза (енгл. Morganza) град је у америчкој савезној држави Луизијана.

## Демографија
По попису из 2010. године број становника је 610, што је 49 (-7,4%) становника мање него 2000. године.
| Група             | 2000.       | 2010.       |
| Белци             | 481 (73,0%) | 434 (71,1%) |
| Афроамериканци    | 174 (26,4%) | 170 (27,9%) |
| Азијати           | 0 (0,0%)    | 0 (0,0%)    |
| Хиспаноамериканци | 6 (0,9%)    | 5 (0,8%)    |
| Укупно            | 659         | 610         |